# 扩展休克尔方法
扩展休克尔方法是一种半经验量子化学方法，由罗德·霍夫曼 (Roald Hoffmann) 在1963 年发展而来。 它基于休克爾方法，但原始的休克尔方法方法仅考虑 π轨道，扩展方法还包括σ轨道。
扩展休克尔方法可以用于确定分子轨道，但它在计算有机分子的结构方面并不是很有效，但它可以确定不同构型的相对能量。 它使用相当简单的方式计算电子间相互作用，其中电子-电子排斥作用没有被直接的计算。总能量由分子中每个电子的能量相加得到。 扩展休克尔方法的哈密顿矩阵的非对角项由Wolfsberg 和Helmholz近似计算得到，该近似使用重叠矩阵和哈密顿矩阵的对角项计算非对角项
{\displaystyle H_{ij}=KS_{ij}{\dfrac {H_{ii}+H_{jj}}{2}}}
其中K是 Wolfsberg–Helmholz 常数，通常取值为1.75。在扩展休克尔方法中只考虑了价电子，其原子实电子的能量和函数应该在同类原子之间基本保持不变。该方法使用一系列根据原子电离能或其他理论方法计算的半经验能量作为哈特里－福克矩阵的对角元素。在计算得到非对角线元素并对哈特里－福克矩阵对角化后，可以得到价轨道的能量（特征值）和其对应的波函数（特征向量）。
在许多理论研究中，通常使用扩展休克尔方法产生的分子轨道作为初始值，通过更高级的方法（例如CNDO/2方法和从头算量子化学方法）计算分子轨道。由于扩展休克尔方法的基组是固定的，其波函数必须先投影到对应的基组然后进行精确计算。通常，可以通过最小二乘法将新基组中的轨道调整为旧轨道来做到这一点。由于这种方法只能产生价电子波函数，因此必须使用计算得出的轨道对其余的基组进行正交归一化，然后选择能量较低的轨道来填充原子实波函数。通过这种方法可以计算更准确的分子结构和电子特性，如果应用在从头算量子化学方法中，可以更快的收敛其波函数。
该方法首先由罗德·霍夫曼提出并使用，他与罗伯特·伯恩斯·伍德沃德一起提出了阐明反应机制的理论（分子轨道对称守恒原理）。他们使用由扩展休克尔方法得到的分子轨道图片来阐述环加成反应中的轨道相互作用。
罗德·霍夫曼 和威廉·利普斯科姆更早使用了一种类似的方究硼氢化物。  在该方法中哈密顿矩阵的非对角元素与对应的重叠积分矩阵的元素成正比。
{\displaystyle H_{ij}=KS_{ij}}
因为由于硼和氢之间电负性仅存在微小差异，对角线元素的值近似，因此Wolfsberg 和 Helmholz 近似对于硼氢化物是合理的。
该方法对分子内包含电负性差异很大的原子误差较大。为了改进这个缺点，多名学者提出了使用于原子电荷的迭代方法。例如仍在无机和有机金属化学中广泛使用的Fenske-Hall 方法。   